# HD 27429
HD 27429，又名BD+18 624，SAO 93874、HR 1354，是一颗恒星，视星等为6.12，位于銀經176.61，銀緯-21.69，其B1900.0坐标为赤經4h 14m 36.3s，赤緯+18° -21.69′ 10″。